# Itapuã do Oeste
Itapuã do Oeste är en kommun i Brasilien.   Den ligger i delstaten Rondônia, i den centrala delen av landet, 1 800 km väster om huvudstaden Brasília. Antalet invånare är 8 561.
I omgivningarna runt Itapuã do Oeste växer i huvudsak städsegrön lövskog. Runt Itapuã do Oeste är det mycket glesbefolkat, med 2 invånare per kvadratkilometer.